# Doja Cat
Doja Cat, pseudonimo di Amala Ratna Zandile Dlamini (Los Angeles, 21 ottobre 1995), è una cantante, rapper e produttrice discografica statunitense.
Ha cominciato a pubblicare musica su SoundCloud durante l'adolescenza e nel 2014, grazie al singolo So High, ha firmato un contratto congiunto con la Kemosabe e la RCA, pubblicando l'EP Purrr!. Dopo un periodo di assenza dalle scene e la pubblicazione del primo album Amala (2018), Doja Cat ha conosciuto notevole esposizione mediatica nel 2018 con il singolo Mooo!, divenuto un meme di Internet. Il secondo album Hot Pink (2019) ha segnato la sua svolta commerciale a livello internazionale e ha generato il singolo Say So, che si è posizionato primo nella Billboard Hot 100 grazie al remix in collaborazione con Nicki Minaj.
Nel 2021 ha cementato il suo successo con l'album Planet Her, quello più popolare di una rapper donna del XXI secolo in patria, entrato nelle top ten dei maggiori mercati mondiali e trainato dai singoli di successo internazionale Kiss Me More (in collaborazione con SZA), Need to Know e Woman.
Nota per aver guadagnato popolarità in rete attraverso social come TikTok, nonché per lo spiccato umorismo mostrato nei suoi contenuti, Doja Cat ha ricevuto diversi riconoscimenti per i suoi contributi musicali, tra cui un Grammy Award, cinque Billboard Music Award, cinque American Music Award e quattro MTV Video Music Award.

## Biografia
Doja Cat proviene da una famiglia d'arte. Suo padre, Dumisani Dlamini, è un attore, compositore e produttore cinematografico sudafricano noto per Sarafina!. La madre, Deborah Elizabeth Sawyer, è una pittrice; anche sua nonna era un'artista. Ha studiato pianoforte e danza da bambina e da adolescente ascoltava suo fratello rappare e ciò l'ha motivata a sviluppare le sue capacità d'autrice e di rapping.

### 2013-2018: Il debutto conPurrr!eAmala
Doja Cat ha pubblicato il suo singolo di debutto So High nel 2013, ma è arrivata alla ribalta nel marzo 2014, quando ha firmato con la RCA Records e ha pubblicato il suo EP di debutto, Purrr!. So High è stato inserito nella colonna sonora della serie TV Empire, precisamente nel terzo episodio della prima stagione. No Police è stato pubblicato come singolo promozionale estratto da Purrr!. Il 13 luglio 2017, Doja Cat ha partecipato al singolo Right Side di L8LOOMER.
Anticipato da Roll with Us, brano promozionale uscito il 1º febbraio 2018, il 9 marzo 2018 la rapper ha pubblicato il primo estratto dal suo primo album, Go to Town, insieme al relativo video musicale attraverso il suo canale YouTube, a cui ha fatto seguito il 23 marzo Candy, che diventerà poi virale su TikTok nel 2019. L'album, Amala, viene messo in commercio il 30 marzo successivo. Il 10 agosto ha pubblicato una canzone intitolata Mooo! su YouTube. La canzone, inserita successivamente nella riedizione di Amala, è diventata rapidamente virale ed ha attirato l'attenzione e gli elogi di artisti di successo tra cui Chance the Rapper, Katy Perry e Chris Brown.

### 2019-2020:Hot Pink,Boss Bitche il successo commerciale

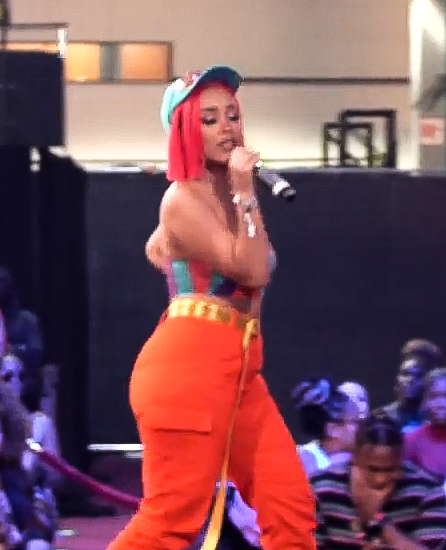
Doja Cat in esibizione al BET Experience, agosto 2019

Nel febbraio 2019 Doja Cat ha pubblicato il singolo Tia Tamera con la partecipazione della rapper statunitense Rico Nasty come singolo principale estratto dall'edizione deluxe di Amala, e nell'agosto successivo ha pubblicato un remix della traccia Juicy con Tyga, accompagnato dalla clip relativa. Il brano è stato il primo della rapper ad entrare nella Hot 100 statunitense, raggiungendo la 41ª posizione. Il 7 novembre viene pubblicato il secondo album in studio, intitolato Hot Pink, annunciato cinque giorni prima e accompagnato dai singoli Bottom Bitch, Rules e Cyber Sex. L'album ha raggiunto la 9ª posizione nella Billboard 200, registrando un forte successo anche in altri paesi oltre oceano. Il 15 dicembre la rapper è stata confermata nella colonna sonora del film Birds of Prey e la fantasmagorica rinascita di Harley Quinn con la canzone Boss Bitch, pubblicata il 23 gennaio 2020 assieme al videoclip.
A partire da dicembre 2019, una delle canzoni presenti in Hot Pink, Say So, ha iniziato a riscuotere successo grazie ad una challenge sul social TikTok. In seguito a questa notorietà il brano è stato pubblicato come singolo il 24 gennaio 2020. La canzone si è rivelata la prima hit di successo della rapper a livello mondiale: grazie al successivo remix in collaborazione con la rapper Nicki Minaj, è diventata la sua prima numero uno nella Billboard Hot 100, mentre si piazza alla 2ª posizione nella classifica dei singoli del Regno Unito e nelle top ten di altri vari paesi. Il 25 marzo 2020 sarebbe dovuto iniziare l'Hot Pink Tour, poi sospeso a causa della pandemia di COVID-19. Il tour prevede a regime 15 spettacoli in tutto il Nord America, tra cui due spettacoli al Coachella Festival. Il 21 maggio 2020 partecipa alla versione remix del brano In Your Eyes di The Weeknd, tratto dall'album After Hours.
A giugno 2020 incide come artista ospite il brano Pussy Talk del duo musicale City Girls, incluso nel loro secondo album in studio City on Lock, e a luglio collabora con Anne-Marie nel singolo di quest'ultima To Be Young. Ad agosto partecipa al brano Shimmy di Lil Wayne; nello stesso mese ha annunciato di aver completato i lavori per il suo terzo album. A settembre partecipa al remix di Do It di Chloe x Halle, assieme alle City Girls e la rapper Mulatto, mentre il mese seguente è artista ospite in Motive, brano di Ariana Grande facente parte dell'album Positions.

### 2021-2022:Planet Her
Il 7 gennaio 2021 ha partecipato al singolo Best Friend di Saweetie, mentre la settimana successiva è apparsa assieme a Megan Thee Stallion nel remix di 34+35 di Ariana Grande, il quale riesce a raggiungere il 2º posto della Hot 100 statunitense. A partire da gennaio 2021 Streets, un'altra traccia di Hot Pink, riacquisisce popolarità sulle piattaforme di ascolto e in particolare su TikTok grazie alla pubblicazione della versione live intitolata Hot Pink Session, venendo poi inviata alle radio britanniche il 29 gennaio 2021. La sera del 14 marzo 2021 la rapper partecipa ai Grammy Award annuali, dove ha ricevuto una nomination come Miglior artista esordiente, mentre Say So ha ottenuto candidature nelle categorie Registrazione dell'anno e Miglior interpretazione pop solista.
Nel marzo 2021, durante un'intervista rilasciata per V, ha svelato il titolo del suo terzo album in studio, Planet Her, con la pubblicazione prevista per l'estate successiva. Il 7 aprile 2021 ha annunciato Kiss Me More, il primo singolo estratto dall'album e realizzato in collaborazione con SZA, che è stato messo in commercio due giorni dopo insieme al relativo video. Il brano ha riscosso un buon successo, debuttando nelle top ten di vari mercati tra cui Australia, Regno Unito e Stati Uniti, mentre è riuscito a raggiungere il numero uno in Nuova Zelanda, primo singolo della cantante a riscoutere tale traguardo nel paese oceanico. Il 9 giugno 2021 ha annunciato sulla rete sociale la copertina, la lista delle tracce e la data di pubblicazione dell'album, reso disponibile il successivo 25 giugno. Due giorni dopo è stato lanciato il secondo singolo Need to Know, mentre il videoclip del terzo estratto You Right, in collaborazione con The Weeknd, è stato reso disponibile in simultanea con l'album. Planet Her, il 10º album più consumato del 2021 secondo l'IFPI, ha esordito al 2º posto della Billboard 200 statunitense con 109 000 unità equivalenti, mentre nel Regno Unito si è stabilito al 3º dopo essere risultato il più riprodotto in streaming della settimana.
Il 25 agosto 2021 viene annunciato che l'artista sarebbe stata la presentatrice degli MTV Video Music Awards annuali, i quali hanno avuto luogo il successivo 12 settembre. Sempre a partire da settembre la rapper è diventata protagonista del nuovo spot pubblicatario della Pepsi, incidendo per l'occasione una cover in chiave R&B di You're the One That I Want, brano di John Travolta e Olivia Newton-John facente parte della colonna sonora del film Grease - Brillantina, a cui lo spot è ispirato. Il 1º ottobre 2021 il brano Woman viene mandato in rotazione radiofonica in Italia come quarto singolo tratto da Planet Her; lo stesso brano raggiunge nello stesso mese la top ten della classifica francese, facendo di Doja Cat la prima rapper donna con due top ten da solista nel paese, sorpassando Nicki Minaj.
Ai Grammy Awards 2022 l'artista ha ricevuto otto candidature, tra cui quella di Album dell'anno per la versione deluxe di Planet Her, Canzone dell'anno e Registrazione dell'anno per Kiss Me More, trionfando con quest'ultimo nella categoria di Miglior performance pop di un duo o un gruppo. Il 6 maggio 2022 ha reso disponibile il brano Vegas, facente parte della colonna sonora di Elvis, biopic sulla vita di Elvis Presley. Qualche settimana più tardi, contribuisce vocalmente a I Like You (a Happier Song), singolo estratto dall'album di Post Malone Twelve Carat Toothache che ottiene successo a livello internazionale. Il brano ha raggiunto la terza posizione nella Billboard Hot 100 statunitense.

### 2023-presente:Scarlet
Nel giugno 2023, dopo aver prestato la propria voce al remix di Kill Bill di SZA, Doja Cat ritorna sulle scene musicali con l'inedito Attention. Si tratta della prima pubblicazione volta ad anticipare l'uscita del quarto album in studio della rapper. Segue di una settimana l'annuncio delle date nordamericane dello Scarlet Tour, il cui inizio è stato fissato ad Halloween 2023.
Nell'agosto seguente l'artista pubblica il secondo singolo Paint the Town Red, già anticipato ad aprile da un'anteprima di due secondi diffusa sui social network. Al fine di promuoverne l'uscita, la rapper aveva iniziato a utilizzare le emoji della goccia di sangue e aveva modificato con una serie di filtri rossi i suoi precedenti video e copertine dei singoli. La cantante si è esibita con la versione finale del singolo per la prima volta il 18 luglio, durante una diretta su Instagram, mentre dipingeva una tela bianca di rosso. È stato in seguito confermato che il disegno della tela sarebbe stato la copertina del singolo.
In un'intervista concessa ad Harper's Bazaar sempre nel mese di agosto, la cantante rivela che il nuovo album si sarebbe intitolato Scarlet. Il 1º settembre 2023 Doja Cat ha pubblicato il singolo Demons, il cui relativo video è ambientato in una casa infestata da demoni. Come attrice principale vi è Christina Ricci e la cantante stessa, che però interpreta uno dei demoni. Scarlet è stato pubblicato il 22 settembre e presenta 15 brani nelle edizioni fisiche e due tracce in più in quella digitale; nell stesso giorno della pubblicazione del disco, è stato inoltre diffuso il video di Agora Hills, successivamente inviato alle stazioni radiofoniche statunitensi come secondo singolo ufficiale.
L'11 gennaio 2024 fa una comparsa nella colonna sonora del cantautore britannico Jeymes Samuel per il film The Book Of Clarence (di cui è anche il regista).
Il giorno successivo viene pubblicato il terzo album in studio del rapper britannico 21 Savage American Dream e nella traccia n.h.i.e. è presente anche Doja Cat. Il brano inizialmente era stato scritto dalla cantante insieme a 21 Savage per l'album Scarlet; ma data la scelta di non inserire features in esso, Doja ha escluso la traccia dall'album e ha accettato di inserirla in American Dream.
Il 29 marzo 2024 annuncia, tramite un post su Instagram, l'uscita della versione deluxe dell'album, chiamata Scarlet 2 Claude, pubblicato il 5 aprile 2024.

## Vita privata
Doja Cat è stata fidanzata per quasi un anno con il cantante Johnny Utah. Ha dichiarato di non aver mai incontrato il padre, nonostante lui abbia indirettamente negato ciò.

## Influenze musicali

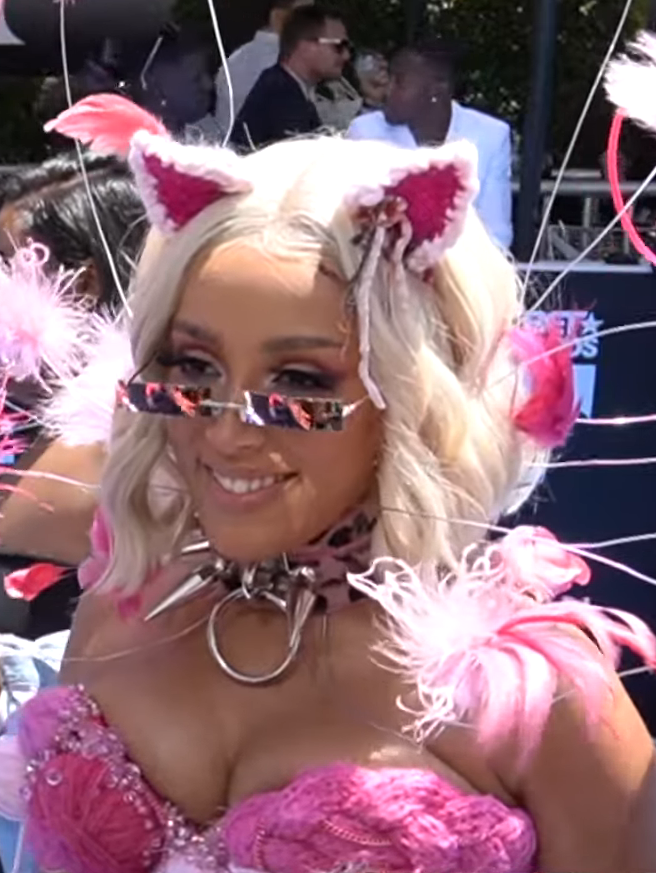
Doja Cat ai BET Awards del 2019

È nota per essere ispirata da Drake, Erykah Badu, Jamiroquai, Nicki Minaj, PartyNextDoor e Pharrell Williams, così come dalla cultura indiana, dall'induismo e dalla cultura giapponese. Tra le sue influenze artistiche ha citato anche Busta Rhymes, Christina Aguilera, Gwen Stefani e Kelis.

## Controversie
Nel settembre 2018, è stata attaccata per diversi suoi vecchi tweet di stampo omofobo. In particolare, in uno risalente al 2015, descriveva i rapper Tyler, the Creator ed Earl Sweatshirt con slang omofobi.
A maggio 2020 la cantante statunitense Lana Del Rey, tramite Instagram, ha espresso il suo rancore per essere stata criticata durante la sua carriera per aver parlato di relazioni caratterizzate da dinamiche malsane nelle sue canzoni, a differenza di artiste come Doja Cat; quest'ultima ha replicato con una frase senza un chiaro significato. Nello stesso mese è trapelato su Internet un brano della rapper risalente al 2015 e mai pubblicato, intitolato Dindu Nuffin, un termine alt-right usato per ridicolizzare le vittime afro-americane di violenza da parte della polizia. Doja ha poi chiarito che la canzone aveva lo scopo di capovolgere il significato del termine, riconoscendola tuttavia come una «decisione sbagliata» per la sua carriera e scusandosi anche per aver partecipato in chatroom controverse.
Nel marzo 2022 Doja Cat è stata duramente attaccata da alcuni suoi fan del Paraguay per aver mostrato poco interesse in merito alla cancellazione di un suo concerto previsto nel paese a causa di un'inaspettata turbolenza. L'incidente ha quindi scatenato l'apertura di profili social inneggianti frasi antisemite e razziste, nonché minacce di morte, indirizzate all'artista. In seguito a ciò la rapper ha dichiarato su Twitter di voler lasciare il mondo della musica e di voler «scomparire», salvo poi pubblicare alcuni messaggi di scuse indirizzati ai suoi seguaci.

## Discografia
- 2018 – Amala
- 2019 – Hot Pink
- 2021 – Planet Her
- 2023 – Scarlet
- 2025 – Vie

## Tournée
- 2018/19 – Amala Tour
- 2023/24 – The Scarlet Tour

## Riconoscimenti
Nel corso della sua carriera Doja Cat si è aggiudicata numerosi premi e riconoscimenti, tra cui un Grammy Award, cinque Billboard Music Awards, cinque American Music Awards, due MTV Europe Music Awards e quattro MTV Video Music Awards.